# 리처드 영

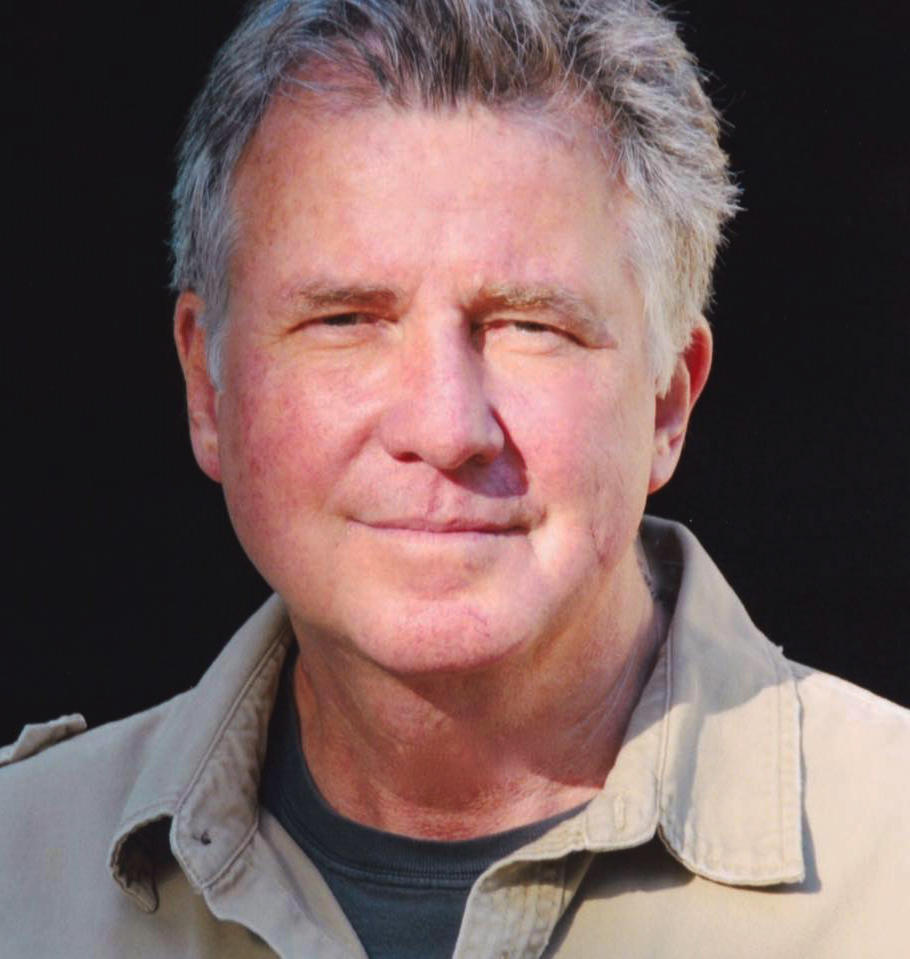

리처드 영(Richard Young, 1955년 12월 24일 ~ )은 미국의 텔레비전 배우, 영화배우, 배우이다.
키시미에서 태어났다.

## 영화
- 전격 Z작전 (1983년) - 소니 왕자 역
- 13일의 금요일 5 (1985년) - 매튜 레터 박사 역
- 치어스 (1985년) - 프랭크(TV) 역
- 1969 (1988년) - 랄프의 셀메이트 역
- 인디아나 존스: 최후의 성전 (1989년) - 페도라 역[1]
- 제시카의 추리극장 (1994년) - 닉 헬시 역
- 한걸음 더 가까이 (2003년)